# Барон Гримстон Вестбёрийский
Барон Гримстон Вестбёрийский из Вестбери в графстве Уилтшир — наследственный титул в системе Пэрства Соединённого Королевства. Он был создан 11 декабря 1964 года для консервативного политика и бывшего вице-спикера Палаты общин, сэра Роберта Гримстона, 1-го баронета (1897—1979). 11 марта 1952 года для него уже был создан титул баронета из Вестбёри. Роберт Гримстон был сыном преподобного достопочтенного Роберта Гримстона, каноника из Сент-Олбанс, третьего сына Джеймса Гримстона, 2-го графа Верулама.
По состоянию на 2024 год носителем титула являлся его внук, Роберт Джон Сильвестр Гримстон, 3-й барон Гримстон Вестбёрийский (род. 1951), который наследовал своему отцу в 2003 году.
Титул барона Гримстона из Вестбёри был одним из последних наследственных баронств, созданных в системе Пэрства Соединённого Королевства.

## Бароны Гримстон из Вестбёри (1964)
- 1964—1979: Роберт Вильерс Гримстон, 1-й барон Гримстон из Вестбёри[англ.] (8 июня 1897 — 8 декабря 1979), единственный сын преподобного достопочтенного Роберта Гримстона (1860—1928), внук Джеймса Уолтера Гримстона, 2-го графа Верулама (1809—1895). Депутат Палаты общин от Вестбёри (1931—1964), вице-камергер королевского двора (1938—1939) и казначей королевского двора (1939—1942)
- 1979—2003: Роберт Уолтер Сигизмунд Гримстон, 2-й барон Гримстон из Вестбёри (14 июня 1925 — 16 января 2003), старший сын предыдущего
- 2003 — настоящее время: Роберт Джон Сильвестр Гримстон, 3-й барон Гримстон из Вестбёри (род. 30 апреля 1951), старший сын предыдущего
  - Наследник титула: Майор достопочтенный Джеральд Чарльз Уолтер Гримстон (род. 4 сентября 1953), младший брат предыдущего
    - Наследник наследника: Эдвард Чарльз Лакин Гримстон (род. 1985), старший сын предыдущего.